# وحيدات الخلية مستخدمة الكيتين الكورينية
وحيدات الخلية مستخدمة الكيتين الكورينية (الاسم العلمي: Chitinimonas koreensis) هي نوع من البكتيريا، سلبية الغرام، تتبع جنس وحيدات الخلية مستخدمة الكيتين.